# Тальковский, Всеволод Георгиевич
Всеволод Георгиевич Тальковский (8 декабря 1932, Ленинград — 21 сентября 2007) — советский и российский архитектор, художник и педагог. Член-корреспондент Российской академии архитектуры и строительных наук (2003), Заслуженный архитектор РСФСР (1989), кандидат архитектуры (1972).

## Биография
Родился 8 декабря 1932 года в Ленинграде. После Великой Отечественной войны вместе с семьёй переехал в Москву. В 1950 году поступил в Московский архитектурный институт. Учился у В. Ф. Кринского затем у Г. А. Захарова. На последних курсах учился у Ю. Н. Шевердяева. Многое в своём творчестве перенял у академика И. В. Жолтовского — учителя Г. А. Захарова и Ю. Н. Шевердяева. В 1956 году В. Г. Тальковский окончил институт, защитив на отлично диплом на тему «Спортзал на 15000 мест для зрителей».
Первыми самостоятельными работами В. Г. Тальковского стали клубы в разрушенных войной Славянске и Приднепровске, построенные в 1957—1958 годах. Затем до начала 1960-х годов работал в московском институте «Гипроспорт» и институте общественных зданий Академии строительства и архитектуры СССР. Работая в экспериментальной проектной мастерской, в соавторстве с И. А. Пяткиным и Л. А. Соколовым выполнил проекты кинотеатров для выставки в Ташкенте и курортного городка в Севастополе.
В 1960 году В. Г. Тальковский перешёл на работу в мастерскую № 7 «Моспроекта-1», где принимал участие в проектировании жилых комплексов вдоль Дмитровского шоссе. Совместно с Ю. Н. Гайгаровым и И. А. Дьяченко принял участие в конкурсе проектов кинотеатров, завоевав две премии. В итоге по их проекту был построен кинотеатр «Ереван» на площади Туманяна. В тот же период по проектам В. Г. Тальковского были построены здание Конструкторского бюро биофизической аппаратуры, Центральное московское адресное бюро, ряд жилых домов, детских садов, школ, магазинов, кинотеатры «Комсомолец» и «Эстафета», столовые, комбинаты обслуживания, выполнены несколько конкурсных проектов.
С 1968 года работал в мастерской № 5 «Моспроекта-2» (руководитель Д. И. Бурдин). Работал над проектом реконструкции улицы Димитрова (Большой Якиманки) и её окрестностей. В 1978 году, после смерти Д. И. Бурдина, В. Г. Тальковский был назначен руководителем мастерской № 5. В то время наиболее крупной работой мастерской было строительство гостиницы «Октябрьская» (ныне «Президент-Отель»). В конце 1970-х годов при участии В. Г. Тальковского был спроектирован комплекс международных банков на Новокировском проспекте (ныне проспект Академика Сахарова).
В 1990 году, в связи с изменившейся экономической и политической обстановкой, В. Г. Тальковский покинул «Моспроект» и совместно с Е. И. Гришинчуком основал собственную творческую мастерскую. Крупнейшей его работой 1990-х — 2000-х годов стал многофункциональный комплекс Министерства путей
сообщения (Каланчёвская улица, 35).
В. Г. Тальковский был также известен как художник и мастер акварельной техники «а-ля прима». По словам В. Л. Барышникова, методика работы В. Г. Тальковского представляет собой переработку системы акварельной графики П. П. Ревякина. В конце жизни увлёкся компьютерной живописью. Среди любимых сюжетов В. Г. Тальковского — виды Москвы, Санкт-Петербурга и Нью-Йорка. Живописные работы В. Г. Тальковского экспонировались на множестве выставок.
В 1988 году В. Г. Тальковский стал доцентом кафедры живописи Московского архитектурного института. В 1989 году, после ухода на пенсию П. П. Ревякина, сменил его на посту заведующего кафедрой. Вместе с Юрием Коноваловым и Евгением Окиншевичем вёл проектную учебную мастерскую в МАРХИ.
Член Союза архитекторов СССР с 1961 года. Секретарь Союза архитекторов СССР с 1987 года, затем — вице-президент. В 1989—1992 годах — член бюро Международного Союза архитекторов. Был активным членом редколлегии газеты «Моспроектовец».
Член Союза художников СССР с 1969 года. Член КПСС с 1978 года. Кандидат архитектуры (1972). Заслуженный архитектор РСФСР (1989). Член-корреспондент Российской академии архитектуры и строительных наук (2003).
Умер 21 сентября 2007 года. Урна с прахом захоронена в родственной могиле на Донском кладбище города Москвы.